# Sangão
Sangão é um município brasileiro do estado de Santa Catarina. Localiza-se a uma latitude 28º38'16" sul e a uma longitude 49º07'45" oeste, estando a uma altitude de 50 metros. Sua população estimada em 2004 era de 9.347 habitantes. Antigo distrito de Jaguaruna, do qual emancipou-se em 1992, recebeu esse nome de seu primeiro morador: o lavrador Manoel Francisco da Silva. Este tinha um riacho (sanga) que cortava sua propriedade e ligava as areias ao morro e passou a chamar assim o lugar.
A base de sua economia são as cerâmicas (popularmente denominadas olarias), que produzem tijolos e telhas, concentradas às margens da BR-101. O solo rico em argila favorece tal atividade econômica e a produção anual chega a 100 milhões de unidades, exportadas para outros estados do país e para o Mercosul. Além das olarias o município produz também mandioca, arroz e fumo.
Possui uma área de 83,261 km².